# Фауна Шкотске
Фауна Шкотске је обично типична за северозападни европски део палеарктичког царства, иако је неколико већих сисара у земљи у историји ловљено до истребљења, а људска активност је такође довела до увођења различитих врста дивљих животиња. Разноврсна умерена окружења Шкотске подржавају 62 врсте дивљих сисара, укључујући популацију дивљих мачака, значајан број сивих и лучких туљана и најсевернију колонију добрих делфина на свету.
Многе врсте птица, укључујући црвеног и црног тетреба живе овде, док земља чак има и међународно значајне локације за гнезда за морске птице, као што је блуна . Сури орао је постао национална икона, а Белорепан и Орао рибар су врсте орлова које су поново поново колонизовали земљу. Шкотски клест је једина ендемска врста кичмењака у Великој Британији.
Шкотска мора су међу биолошки најпродуктивнијим на свету; процењује се да укупан број шкотских морских врста прелази 40 000. Дарвинови насипи су важно подручје дубоких морских хладних вода коралних гребена откривених 1998. У унутрашњости у шкотским рекама живи скоро 400 генетски различитих популација атлантског лососа . Од 42 врсте риба које се налазе у слатким водама земље, половина је стигла природном колонизацијом, а половина људским уношењем.
Само шест врста водоземаца и четири врсте копнених гмизаваца пореклом су из Шкотске, али тамо живе многе врсте бескичмењака које су иначе ретке у Уједињеном Краљевству (УК). Процењује се да у Шкотској живи 14.000 врста инсеката, укључујући ретке пчеле и лептире заштићене акционим плановима за заштиту. Агенције за заштиту у Великој Британији забринуте су да климатске промене, посебно њихови потенцијални ефекти на планинске висоравни и морски живот, угрожавају већи део фауне Шкотске.

## Станишта
Шкотски пејзажи доприносе уживању у природним лепотама, укључујући листопадне и четинарске шуме, мочваре, планине, естуарине, многе реке, океан и тундру. Око 14% Шкотске је шумовито, углавном на шумским плантажама, али пре него што су људи очистили земљу постојало је много више предела каледонске и широколисне шуме. Иако знатно смањени, могу се наћи значајни остаци шума аутохтоног шкотског белог бора . Кејтнес и Садрленд имају једно од највећих и најнетакнутијих подручја мочвара у свету, које подржава препознатљиву заједницу дивљих животиња. Седамдесет и пет процената шкотске земље класификовано је као пољопривредно (укључујући и неко мочварно подручје), док урбана подручја чине око 3%. Обала је 11 803 км дугачка, а број острва са копненом вегетацијом је близу 800, око 600 их лежи уз западну обалу. Шкотска има више од 90% запремине и 70% укупне површине слатке воде у Уједињеном Краљевству. Постоји више од 30 000 слатководних језера и 6.600 речних система.
Под покровитељством Директиве о стаништима Европске уније, 244 локалитета у Шкотској, која покривају више од 8,750 квадратних километара, је Европска комисија прихватила као посебна подручја заштите (SAC). Шкотска мора су међу биолошки најпродуктивнијим на свету и садрже 40.000 или више врста. Двадесет и четири подручја су морска налазишта, а још девет обалних са морским и не-морским елементима. Ови морски елементи простиру се на површини од око 350 квадратних километара. Дарвинове хумке, које се простиру на око 100 квадратних километара, сматрају се првим приобалним подручјем.

## Сисари
Шкотска је током плеистоценских глацијација била у потпуности прекривена ледом. Како се постглацијално време загревало и лед повлачио, сисари су мигрирали кроз пејзаж. Међутим, отварање Ламанша (са порастом нивоа мора) спречило је даље миграције, па континентална Британија има само две трећине врста које су стигле до Скандинавије. Хебридска острва на западној обали Шкотске имају само половину британских острва. Шездесет две врсте дивљих сисара живе у Шкотској и око ње, укључујући 13 врста које се налазе у приобалним водама. Сматра се да популације трећине врста копнених сисара пропадају услед фактора који укључују загађење животне средине, фрагментацију станишта, промене у пољопривредним праксама, посебно прекомерну испашу и конкуренцију од унесених врста. Ниједна врста сисара није јединствена за Шкотску, иако је пољски миш св. Килде, Apodemus sylvaticus hirtensi, ендемска подврста шумског миша која достиже двоструко већу величину од својих рођака с копна  и оркнејске волухарице или резарца Microtus arvalis orcadensis који се налази само у архипелагу Оркнијских острва, подврста је пољске волухарице. Постоји веровање да су је можда увели рани насељеници пре око 4.000 година. Постоје разне запажене припитомљене шкотске расе сисара, укључујући шкотско говече, шетландског понија, и шкотског теријера.

### Месоједи
Шкотска нема присуство великих месоједа, а од мањих су присутне куне, дивље мачке, ласице и фоке.
Распрострањеност куна у Шкотској је слична остатку Велике Британије, осим што нема творова, а куне златице су више заступљене него у остатку острва, мада је генетска чистоћа златица угрожена присуством америчких куна у северној Енглеској. У оквиру Хебридског пројекта „Куна” и Шкотске иницијативе „Куна”, са надом да се направи зона слободна од куна у великој области од Вестер Роса до Тејсајда, покренут је програм истребљења популације подивљалих америчких куна, које су донете у Британију 1950-их година за узгајање крзна.
У Шкотској живи популација од 400 до 1,200 шкотских дивљих мачака (Felis silvestris), која је једина на Британским острвима и која је, због недостатка закона о заштити, под претњом нестанка. Године 2013, објављено је да ће се на острву Карна направити заштићено подручје и оплодна станица за заштиту дивљих мачака.
Такође, у Шкотској је присутна подврста риђе лисице Vulpes vulpes vulpes, која је већа од чешће присутне подврсте V. v. crucigera, и која има два посебна облика.
Што се тиче фо̄ка, осим повремених залуталих јединки, у Шкотској су присутне само праве фоке, од којих су две врсте, сиве и обичне фоке, присутне у светски значајним бројевима. Популација шкотских сивих фока је 2002. године процењена на 120.600 одраслих јединки, што је 36% светске популације и преко 90% британске популације. Обичних фока има око 29.700, што чини 90% британске и 36% европске популације.